# 大湯道路

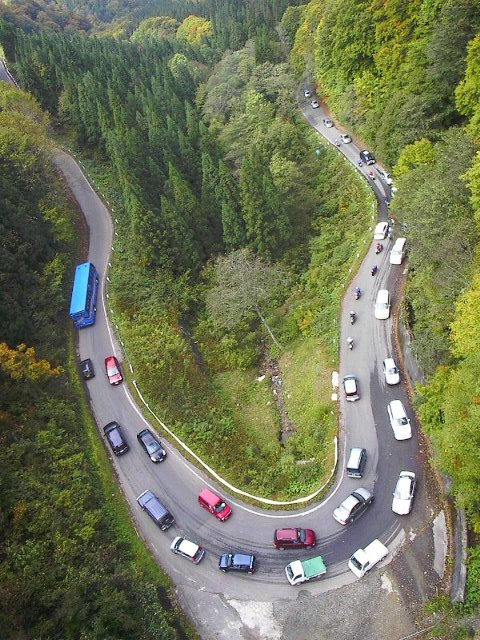
開通前の旧道混雑状況

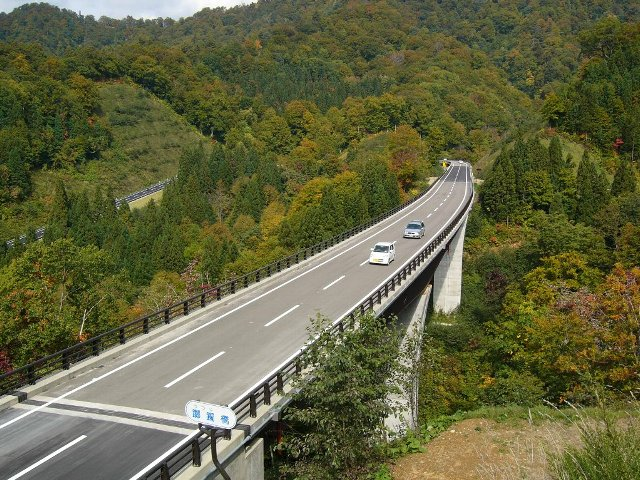
開通後の状況

大湯道路（おおゆどうろ）は、秋田県湯沢市の国道398号のバイパス道路である。

## 概要
大湯道路は栗駒山や須川温泉、小安峡・小安峡温泉や大湯温泉などの観光地を結ぶ観光アクセス道路であるが、道幅が狭く、急勾配、急カーブが連続するけわしい道路であり、紅葉などの行楽シーズンは常に渋滞が発生していた。
このため、安全で円滑な交通の確保や、周辺観光地へのアクセス向上などをめざし、1989年にバイパス事業に着手、2008年10月10日に総工費127億円をかけて全線開通した。景色がよい道路であり、開通後は多数の行楽客でにぎわっている。
なお、秋田県有数の豪雪地帯であるため、冬期間は大湯ゲートから宮城県方面は冬期閉鎖となる。

### 路線データ
- 起点：湯沢市皆瀬字小安奥山国有林43林班 （栗駒大湯交差点、秋田県道282号仁郷大湯線（通称栗駒道路）交点）北緯38度58分40.9秒 東経140度42分45.5秒
- 終点：秋田県湯沢市皆瀬大湯 （大湯ゲート）北緯38度59分8.58秒 東経140度41分23.33秒
- 全長：6.06 km[1]
- 車線数：片側1車線
- 通行不能区間：なし
- 冬季閉鎖区間：全線（11月下旬から4月下旬）

## 歴史
- 1989年（平成元年） - 事業着手。[1]
- 2008年（平成20年）10月10日 - 湯沢市皆瀬字小安奥山国有林37林班ぬ小班 - 小安奥山国有林36林班ろ4小班までが開通し[2]、全線開通となる。

## 路線状況

### 道路施設
- 欅（けやき）橋 (153m)
- 栗駒大湯トンネル (154m)
- 槐（えんじゅ）橋 (127m)
- 石楠花（しゃくなげ）橋 (132m)
- 躑躅（つつじ）橋 (175m)
- 紅葉（もみじ）橋 (120m)
- 桂（かつら）橋 (145m)
- 朴ノ木（ほおのき）橋 (120m)
- 白樺（しらかば）橋 (99m)
- 木無ノ木（ぶなのき）橋 (24m)
- 栃ノ木（とちのき）橋 (81m)
- 板谷楓（いたやかえで）橋 (193m)
- 楢ノ木（ならのき）橋 (58m)

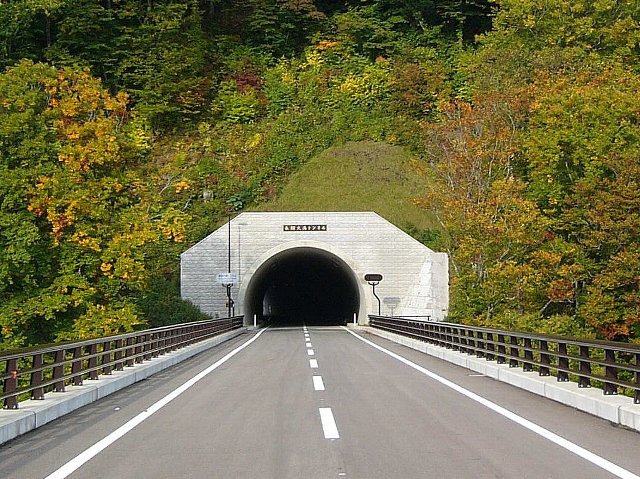
栗駒大湯トンネル

橋の名前は、大湯道路周辺に生えている木の名前を引用。トンネル名は一般公募により決定された。